# Leptocladiella psilura
Leptocladiella psilura är en bladmossart som beskrevs av Fleischer 1923. Leptocladiella psilura ingår i släktet Leptocladiella och familjen Hylocomiaceae. Inga underarter finns listade i Catalogue of Life.